# LAW 80輕型反裝甲武器
LAW 80（全稱：Light Anti-armour Weapon 80，意為：輕型反裝甲武器80；有時會被誤稱為LAW 94）是一款由英国武器製造商狩獵工程公司所研製和生產的單兵攜帶、一次射擊型單發式反坦克火箭推進榴彈類別武器，目前由英國陸軍和其他一些軍隊所使用，發射94毫米火箭彈。

## 描述
LAW 80是目前世上最大型一次射擊式武器系統。武器包括一根可延伸式發射管、內置式9毫米測距步槍和1×光学瞄准镜。測距步槍裝有五發子彈，並與火箭彈的彈道匹配。它採用的測距彈相當的不尋常，包括在將一顆9毫米曳光彈丸裝在向外擴大7.62×51毫米北約口徑彈殼，並且以一顆.22胡蜂彈的空包彈安裝在加大的彈殼的尾端底板，以提供擊發裝藥。發射時，.22口徑子彈從後部推動7.62毫米子彈，以底火驅動的形式解鎖測距步槍的後膛。美国海军陆战队的Mk 153 Mod 0 SMAW的測距步槍亦是來源於LAW 80的這設計。
發射火箭時，射手需要移除大型保護端蓋並且延伸發射管的後部，打開瞄準鏡，解除保險桿並將其轉至“起爆”（Armed）。接著該武器會在測距步槍模式。發射火箭，射手需要以其射擊手的拇指移動將發射桿向前撥動。火箭发动机離開發射管之前開始噴射，所產生的筒後炎會從發射管朝後噴出。隨後火箭會跟隨慣性運轉直至擊中目標，並且在已通過了一定的解除保險距離以後讓自己進入可起爆狀態。彈頭為高爆反坦克彈常用的锥形装药，並且能夠在90度貫穿700毫米的軋壓均質裝甲，這是由於英國陸軍、皇家海軍（皇家海軍陸戰隊）和英國皇家空軍士兵在教導使用這武器系統的訓練時都是如此說明。有人還教導指傾斜装甲、複合裝甲和反应装甲會減少貫穿力，並且令選擇瞄準點變成是一個重要的因素。

## 規格
- 承包商：狩獵工程公司（英语：INSYS）
- 口徑：94毫米
- 發射器長度：
  - 點火方式：1.5米
  - 攜帶模式：1米
- 重量：
  - 承重：10千克
  - 肩寬重量：9千克
  - 彈重：4.6公斤
- 分散：約1密耳
- 備炸保險距離：10—20米
- 有效射程：20—500米
- 裝甲貫穿深度：700毫米
- 引信：
  - 類型：壓電效應式觸發引信，防灌木及樹葉
  - 輕擦角度：<= 10°
- 溫度範圍：-46°C至+65℃，
- 後方危險區域：<20米
- 保質期：10年

## 使用國

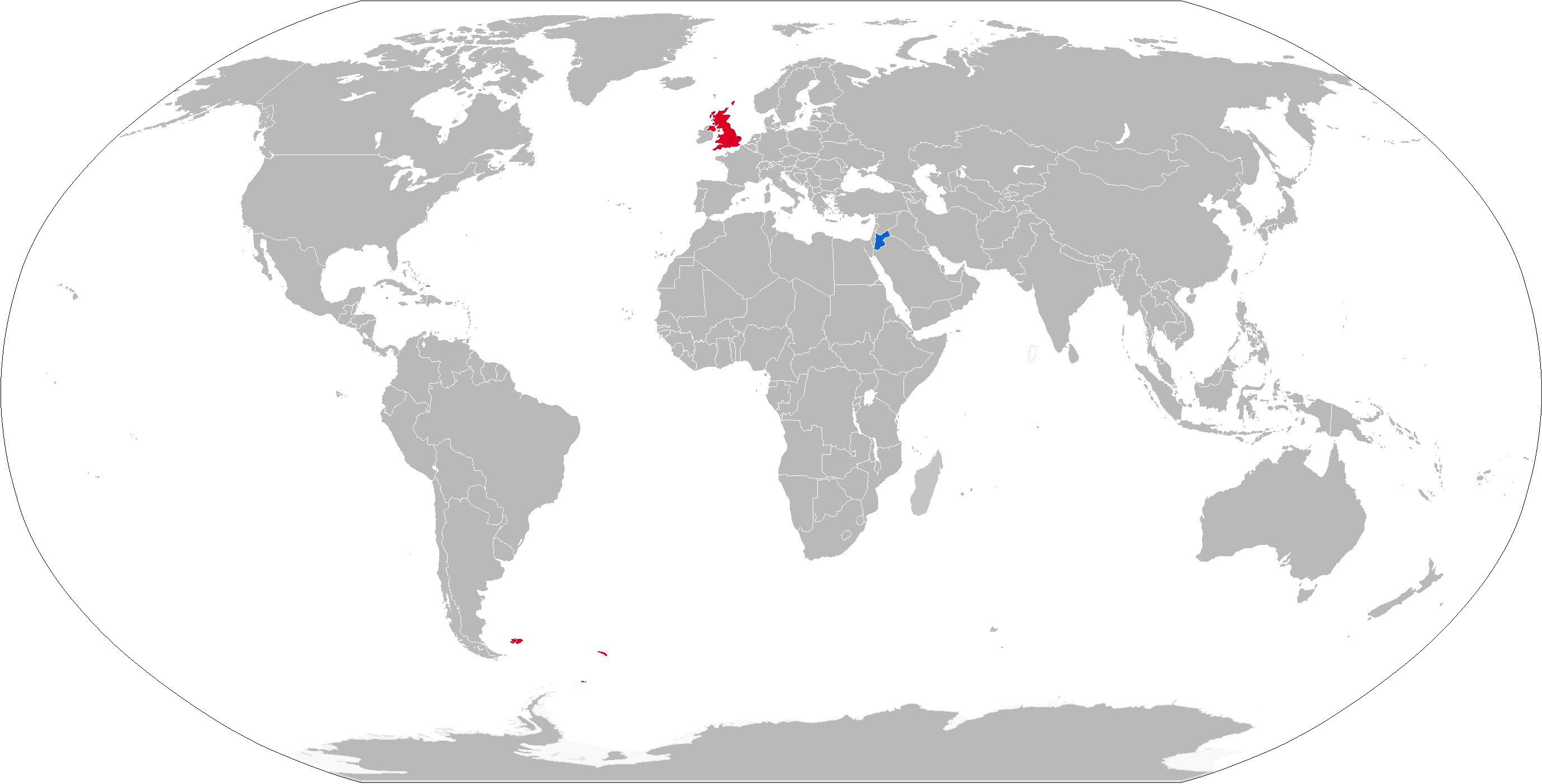
藍色為LAW 80的使用國，而紅色則是前使用國。

- 印度尼西亞
- 约旦[2]
- 阿曼
- 斯里蘭卡
- 英国：1990年代初採用，取代84毫米卡爾·古斯塔夫M2（L14A1）無后坐力炮和M72輕型反裝甲武器（66毫米HEAT火箭L1A1）反坦克武器，已與ILAW一併被MBT LAW和FGM-148標槍飛彈所取代。[3]

## Addermine
Addermine是聲音傳感器系統，它將LAW 80用作誘殺裝置，創造一個偏離路線的地雷。它也可以從遠至200米的距離被遙控引爆。

## 資料來源

## 外部連結
- （英文）—army.mod
- （英文）—www.armedforces.co.uk （页面存档备份，存于）
- （英文）—Weaponsystems.net—LAW-80（页面存档备份，存于）
- （俄文）—Энциклопедия оружия—Гранатомет "LAW 80" （页面存档备份，存于）